# 波葉粗蔓蘚
波葉粗蔓蘚（学名：Meteoriopsis undulata）为蔓蘚科粗蔓蘚屬下的一个种。